# BK Parma Perm
Basketbolnyj kloeb Parma Perm (Russisch: Баскетбольный клуб Парма Пермь) is een professionele basketbalclub uit de Russische stad Perm. Parma is de tweede club op rij van professionele basketbalteams in Perm na "PBK Ural-Great Perm", die de beroepsactiviteiten in 2009 staakte als gevolg van financiële problemen. Het team is opgericht door voormalige spelers van Ural Great, dat in 2009 ophield te bestaan en in feite de opvolger is.

## Geschiedenis
De club werd opgericht op 2 augustus 2012. De basis voor de oprichting van het project was de "Academy of Basketball" uitgevoerd met de steun van het Ministerie van Sport van de regio Perm en het Centrum voor Sport Training van de regio Perm. De technische staf van Parma bestond uit de vroegere aanvoerder van "Ural-Great", Vjatsjeslav Sjoesjakov en een van de beste coaches van Rusland Vladimir Poloejanov. Oud basketbalspeler Aleksandr Basjminov is momenteel de algemeen directeur van de basketbalclub Parma Perm. De eerste grote prijs voor Parma was het winnen van de Russische Beker in 2016. Ze wonnen de finale van Zenit Sint-Petersburg met 97-65. Ook werd Parma derde in de Russische superliga B in 2016. In het seizoen 2016-17 speelde Parma voor het eerst op het hoogste niveau de VTB United League. In 2019 won Parma voor de tweede keer de Russische Beker. Ze wonnen van Nizjni Novgorod met 73-67. In het seizoen 2020/21 speelde Parma tegen de Nederlandse clubs Heroes Den Bosch en Donar in groep F om de FIBA Europe Cup. Tegen Heroes Den Bosch wonnen ze met 85-63 en van Donar wonnen ze met 93-81. De vierde club uit de groep, Borisfen Mahiljow uit Wit-Rusland deed niet mee vanwege de Coronapandemie.

## Arena

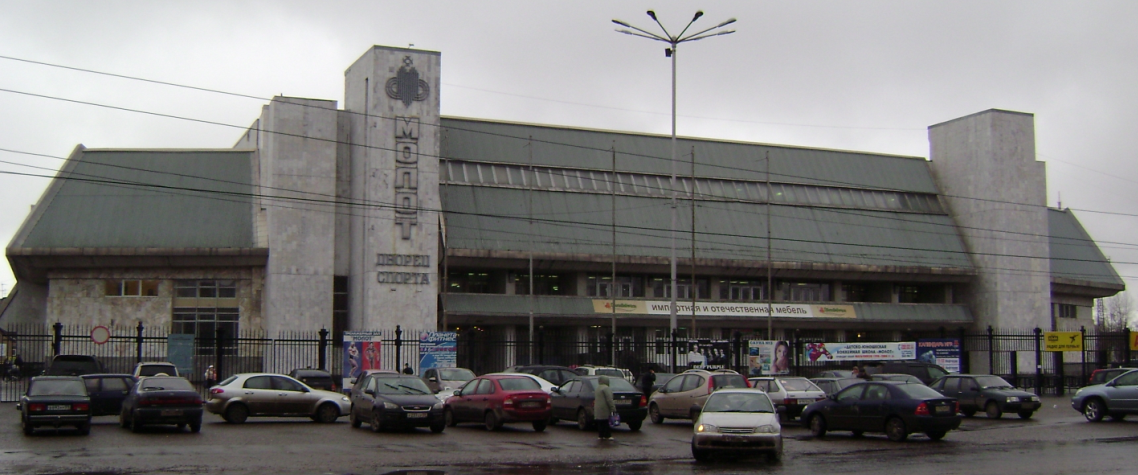
Universeel Sportpaleis Molot.

Parma speelde vanaf de oprichting in 2012 tot 2016 al zijn thuiswedstrijden op het Sportcomplex Soechanov. Sinds het begin van het seizoen 2016-17 speelde Parma zijn thuis wedstrijden in de Universeel Sportpaleis Molot met 7.000 zitplaatsen.
- Sportcomplex Soechanov
- Universeel Sportpaleis Molot - 7.000 zitplaatsen

## Erelijst
- Landskampioen Rusland: (divisie B)
  - Derde: 2016
- Bekerwinnaar Rusland: 2
  - Winnaar: 2016, 2019

## Bekende (oud)-spelers
- Basil Babailov
- Aleksandr Basjminov
- Ivan Lazarev
- Ivan Oechov
- Royce Hamm Jr.

## Bekende (oud)-coaches
- Vjatsjeslav Sjoesjakov (2012-2017)
- Nikolajs Mazurs (2017-2019)[4]
- Vjatsjeslav Sjoesjakov (2019)
- Kazys Maksvytis (2019-2022)[5]
- Vjatsjeslav Sjoesjakov (2022)
- Jevgeni Pasjoetin (2022-heden)